# Robert Oliveri
Robert Dane Oliveri (Los Angeles, 28 de abril de 1978) é um ator norte-americano.
Seu primeiro trabalho como ator foi na série de filmes para TV ABC Weekend Special, em um episódio produzido em 1985. O sucesso mundial veio com a série de filmes e trabalhos no papel de "Nick Szalinski", interpretado em 1989 no Honey, I Shrunk the Kids, em 1992 em Honey, I Blew Up the Kid, em 1994 no filme em 4D "Honey, I Shrunk the Audience!", produzido para exibição nos parques da Disney. Outro trabalho que participou em função do filme da Disney, foi em 1992, no documentário "Honey I Blew Up the Kid: The Making of 'Honey I Blew Up the Kid'".
Outro sucesso mundial em que trabalhou, foi no papel de Kevin Boggs, no filme Edward Scissorhands.